# Albanien och Förenta nationerna
Socialistiska folkrepubliken Albanien (i dag Republiken Albanien) blev medlem i Förenta Nationerna den 14 december 1955 och har deltagit i flera av FN:s fredsbevarande operationer. Republiken Albaniens nuvarande ständige representant i FN är Ferit Hoxha.

## Historia

### Nationernas förbund
Vid fredskonferensen i Paris 1919 föreslog Storbritannien, Frankrike och Italien att dela Albanien mellan dess grannländer, men förslaget stoppades av ett veto från USA, under Woodrow Wilsons presidentskap.
1920 upptogs Albanien som fullvärdig medlem av det forna Nationernas förbund, men landets gränser var då inte fastslagna och erkända.
När Italien invaderade Albanien vädjade Albaniens kung Zog I om hjälp från Nationernas förbund, något som förbundet ignorerade.

### Upptakt
Vid tiden för ansökan om medlemskap hade Albanien ett visst samarbete med Förenta nationernas fackorgan, och tillät några FN-kommissioner att utöva sin verksamhet i landet. Ett av organen var Världshälsoorganisationen, som Albanien var medgrundare av, men relationerna var spända. Albanien tog avsteg från Världshälsoorganisationen och visade i stället solidaritet med Sovjetunionen och de socialistiska staterna i Europa. Albanien drog sig ur Världshälsoorganisationen den 6 mars 1950.
Under sommaren 1949 hindrades flera länder, däribland Albanien, från att ansluta sig till FN, på grund av amerikanskt veto.

### 1955–1999

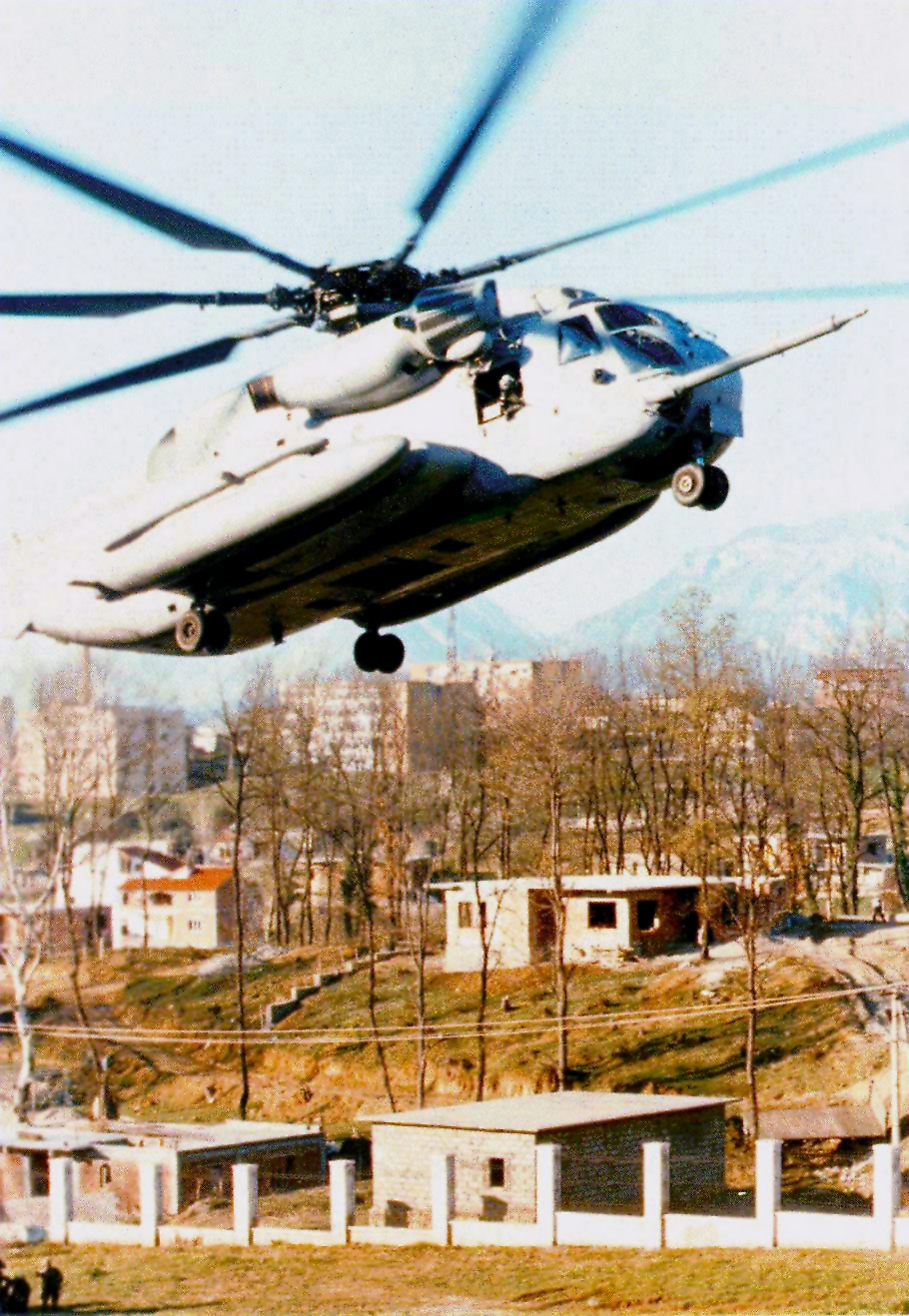
Evakueringar från den albanska huvudstaden Tirana efter FN-resolutionerna 1101 och 1114.

Albanien anslöt sig till FN som dess 82:a medlem.
Efter att ha blivit medlem 1955 började Albanien ansöka om medlemskap i flera av FN:s organisationer. Den 16 oktober 1958 blev Albanien en permanent medlem av UNESCO.
Grekland beskyllde Albanien, Jugoslavien och Bulgarien på FN-nivå för att stödja kommunistiska gerillastyrkor i det grekiska inbördeskriget. FN tillsatte en specialkommitté, som gick under förkortningen UNSCOB, för att övervaka den grekiska gränsen mot Albanien, Jugoslavien och Bulgarien mellan åren 1947 och 1951.
FN uppmanades av exilalbaner och kristna världen över att sätta stopp för den religiösa förföljelsen som grasserade i det kommunistiska Albanien.
Från 1960-talet och framåt lade Socialistiska folkrepubliken Albanien under Enver Hoxha fram en årligen återkommande resolution för att utvisa "representanterna för Chiang Kai-shek" (en uttalad hänvisning till Republiken Kina) och tillåta Folkrepubliken Kina att representera Kina i FN.
Albanien spelade en viktig roll i processen att erkänna Folkrepubliken Kina som "den enda legitima representanten för Kina i Förenta Nationerna" genom FN:s generalförsamlings resolution 2758 som antogs den 25 oktober 1971.
I november 1973 blev Albanien medlem i FN:s livsmedels- och jordbruksorganisation.
Under dagarna 12–13 maj 1990 besökte FN:s generalsekreterare Javier Pérez de Cuéllar Albanien.
1992 ratificerade Albanien FN:s konvention om barnets rättigheter som innebar ett viktigt framsteg i respekten för de mänskliga rättigheterna i det nyligen demokratiserade landet.
1994 förbereddes och introducerades ännu en resolution av den albanska delegationen i FN och den här gången om "situationen för de mänskliga rättigheterna i Kosovo". Albanien verkade som den främsta sponsorn av denna resolution som antogs med en stor majoritet av FN-stater.
1995 valdes Republiken Albaniens ständige representant i FN till vice ordförande vid den 50:e sessionen i FN:s generalförsamling.
Efter upproret i Albanien 1997 antog Förenta nationernas säkerhetsråd FN:s säkerhetsråds resolution 1101 (den 28 mars 1997) efter att ha upprepat sin oro över situationen i Albanien. Förenta nationernas säkerhetsråd upprättade en multinationell säkerhetsstyrka i landet för att skapa förutsättningar för att underlätta humanitärt bistånd. Efter att ha erinrat sig sin resolution 1101 om situationen i Albanien bemyndigade rådet den 19 juni 1997 en förlängning av den multinationella styrkan med ytterligare fyrtiofem dagar med början av 28 juni 1997 genom FN:s säkerhetsråds resolution 1114.

### 2000–i dag
2005 invaldes Albanien för första gången som medlem i FN:s ekonomiska och sociala råd för en period av två år och återvaldes 2012 för andra gången. 2013 var Albanien vice ordförandeland för ECOSOC.
Under åren 2007–2009 var Albanien medlem i styrelsen för Internationella atomenergiorganet.
Den 21 oktober 2014 blev Albanien medlem i FN:s råd för mänskliga rättigheter för perioden 2015–2017 och valdes till vice ordförandeland för dess presidium för år 2015.
2016 överlämnade Besiana Kadare sitt kreditivbrev till FN:s generalsekreterare Ban Ki-moon och verkade därefter som Republiken Albaniens ständige representant i FN i New York. På årsdagen av Förintelsens minnesdag den 27 januari 2019 var Kadare värd för en konferens med titeln ”A Story of Humanity: The Rescue of Jews in Albania” (”Mänsklighetens berättelse: Räddningen av judar i Albanien”), tillsammans med Judiska världskongressen och FN:s avdelning för global kommunikation.
2020 valdes Republiken Albaniens ständige representant i FN till vice ordförande vid den 75:e sessionen i FN:s generalförsamling.
Albanien valdes in som ett av femton länder i FN:s säkerhetsråd för mandatperioden 2022–2023. Enligt Kadare kommer prioriteter i säkerhetsrådet inkludera fokus på kvinnor, fred och säkerhet, främjande av mänskliga rättigheter och internationell lagstiftning, förhindra konflikter, skydda civila, motverka våldsbejakande extremism, lyfta upp frågor om klimatförändringar och dess koppling till säkerhet, stärka multilateralism och den regelbaserade internationella ordningen. Omröstningen ägde rum den 11 juni 2021.
Albanien tillsammans med USA författade en resolution för att få ett stopp på Ukrainakrisen, men Ryssland lade in sitt veto mot resolutionen i FN:s säkerhetsråd i februari 2022.
När Rysslands barnrättskommissionär Maria Lvova-Belova talade inför FN:s säkerhetsråd i april 2023 lämnade sändebud från Albanien, Malta, Storbritannien och USA rummet i protest då Lvova-Belova är internationellt efterlyst för krigsbrott.
Säkerhetsrådets ordförande, Albaniens premiärminister Edi Rama, hamnade i en hätsk ordväxling med Rysslands FN-ambassadör Vasilij Nebenzia, under ett möte i FN:s generalförsamling den 20 september 2023, där även Ukrainas president Volodymyr Zelenskyj deltog, på grund av att Zelenskyj fick tala före medlemsländerna, något som irriterade den ryske FN-ambassadören. Albanien har sedan tidigare fördömt Rysslands invasion av Ukraina och främjat resolutioner mot ryska aggressioner mot grannlandet.

## Internationella tvistefrågor

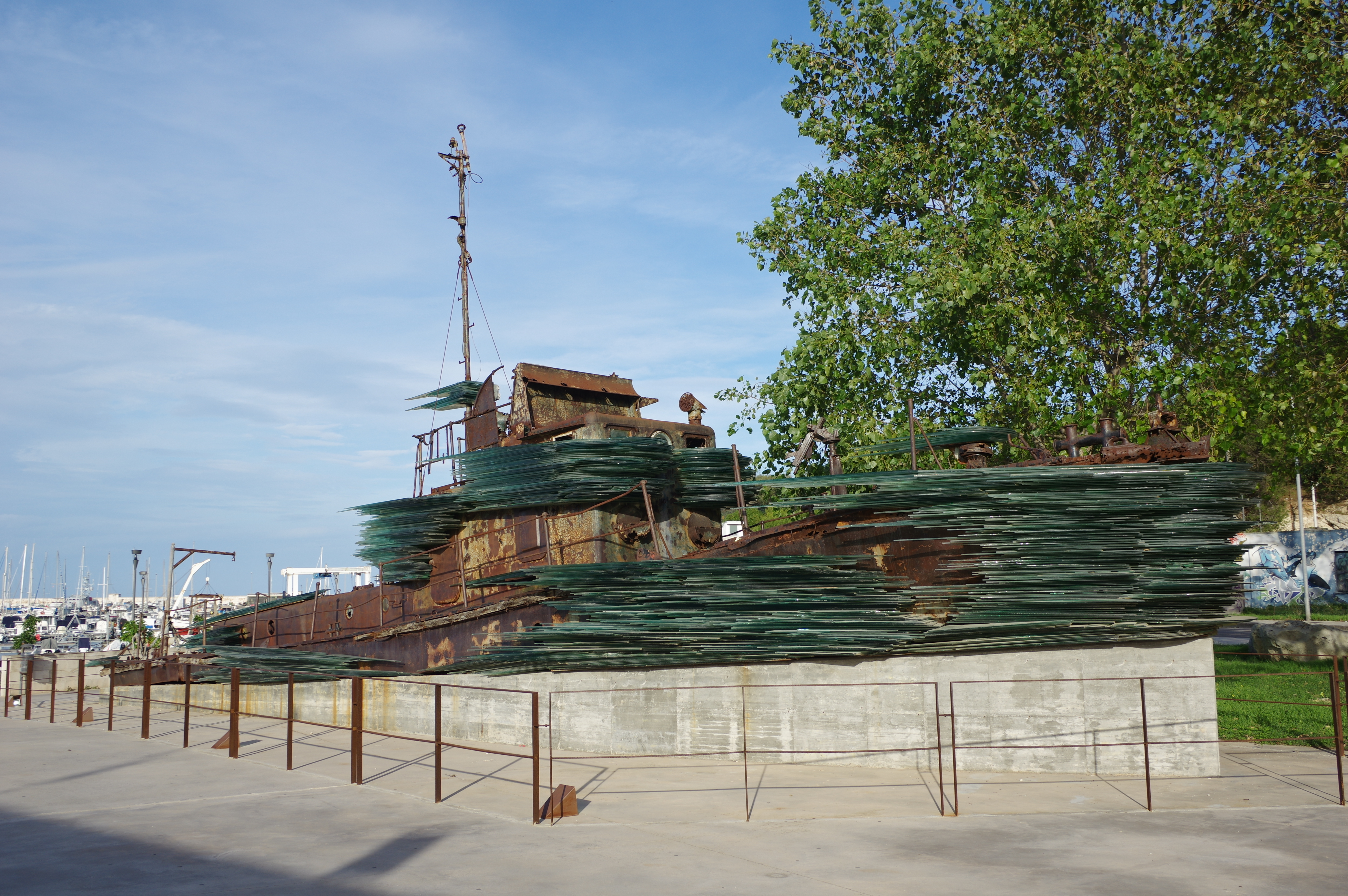
Minnesmärket vid Otrantos hamn skapades av den grekiske skulptören Costas Varotsos.

Internationella tvistefrågor som Albanien har varit involverat i:
- Incidenten i Korfukanalen (1946).[35]

Korfukanalfrågan har haft en bestående påverkan på utvecklingen av internationell rätt.
- Otrantos tragedi (1997).[36]

Italiensk flotta dömdes, sjutton år efter olyckan, som skyldig till sänkningen av det albanska fartyget, som ett sätt att stoppa vågen av massmigration från Albanien.

## Lista över FN-resolutioner
Nedanstående lista är en kronologisk förteckning över FN:s säkerhetsråds resolutioner beträffande Albanien:
- FN:s säkerhetsråds resolution 8[38]
- FN:s säkerhetsråds resolution 12[39]
- FN:s säkerhetsråds resolution 15[40]
- FN:s säkerhetsråds resolution 17[41]
- FN:s säkerhetsråds resolution 19[42]
- FN:s säkerhetsråds resolution 22[43]
- FN:s säkerhetsråds resolution 23[44]
- FN:s säkerhetsråds resolution 29[45]
- FN:s säkerhetsråds resolution 34[46]
- FN:s säkerhetsråds resolution 109[47]
- FN:s säkerhetsråds resolution 1101[48]
- FN:s säkerhetsråds resolution 1114[49]

## Lista över FN-konventioner
Albanien har undertecknat och ratificerat flera FN-konventioner. Några av dessa är:
- Barnkonventionen[50]
- Flyktingkonventionen[51]
- Folkmordskonventionen[52]
- Förenta nationernas havsrättskonvention[53]
- Förenta nationernas konvention angående avtal om internationella köp av varor[54]
- Förenta nationernas konvention mot gränsöverskridande organiserad brottslighet[55]
- Förenta nationernas konvention mot korruption[56]
- Förenta nationernas konvention mot tortyr[57]
- Förenta nationernas konvention om olaglig handel med narkotika och psykotropa ämnen[58]
- Kvinnokonventionen[59]
- Unescos konvention mot diskriminering inom undervisningen[60]
- Wienkonventionen om traktaträtten[61]

## Regional grupp
FN:s medlemsstater är uppdelade på fem regionala grupper. Albanien hör till den östeuropeiska gruppen.

## MUL-länder
Albanien ingår inte i FN:s lista över minst utvecklade länder.

## Medlemskap i FN:s organisationer
Albanien är medlem i FN och i de flesta av FN-systemets fackorgan och organisationer.
Den 16 oktober 1958 gick Albanien med i Unesco.
Albanien blev medlem i Världsbanken och Internationella valutafonden den 15 oktober 1991.
UNDP (FN:s utvecklingsprogram) finns sedan 1991 närvarande i Albanien.
Albanien omfattas av OHCHR:s huvudkontor.
UN Women har varit aktiv i Albanien sedan 2007.

## Medlemskap i FN:s säkerhetsråd
Albanien valdes in för första gången som tillfällig medlem i FN:s säkerhetsråd för mandatperioden 2022–2023.

## Representation
Albanien har permanent diplomatisk representation i FN:s högkvarter i New York och i FN-kontor i Genève och Wien.

## Globala målen för hållbar utveckling i Albanien
Nitton FN-organ arbetar tillsammans för att Albanien ska uppnå hållbara utvecklingsmål inom sjutton områden. Det är de globala målen för hållbar utveckling som på engelska heter Sustainable Development Goals och förkortas till SDGs.
De sjutton globala målen för hållbar utveckling finns att läsa på webbplatsen för Svenska FN-förbundet.

## Milstolpar
Milstolpar enligt Förenta nationerna i Albanien:
- 1955 blev Albanien medlem i FN.[76]
- 2007 undertecknade Albanien FN:s Delivering as One, som ett av de första länderna i världen att göra så.[76]
- 2017 startade Albanien FN:s program för hållbar tillväxt 2017–2021.[76]
- Albanien sjösatte FN:s program SDG, i samband med ovan nämnda program.[76]
- 2019 implementerade Albanien FN:s Development System Reform, med en heltids resident coordinator (lokal samordnare) och RC-kontor.[76]
- 2021 undertecknade Albanien och FN nuvarande UNSDCF 2022–2026.[76]

## Fredsbevarande uppdrag under FN-flagg
Albanien har deltagit i följande FN-ledda fredsbevarande uppdrag:
- UNOMIG, Georgien[77][78]
- UNOCI, Elfenbenskusten
- UNMIL, Liberia
- MINURCAT, Centralafrikanska republiken och Tchad[79]
- UNMISS, Sydsudan[80]

## Lista över Albaniens FN-ambassadörer

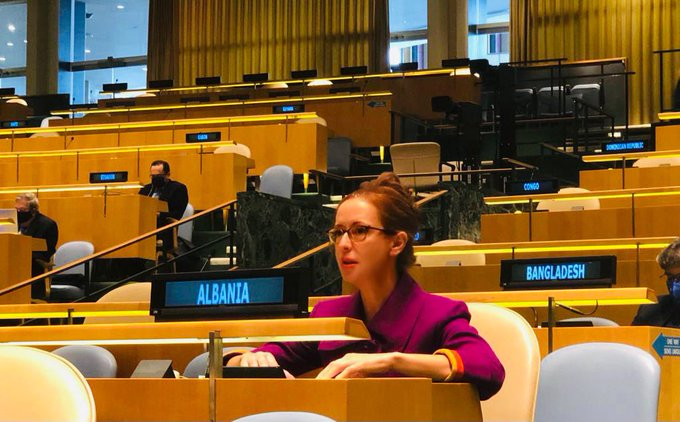
Republiken Albaniens tidigare ständige representant i FN Besiana Kadare i generalförsamlingens sal i FN-byggnaden i New York.

Nedanstående lista är en kronologisk förteckning över de som innehaft befattningen:
- 1955–1958 – Gaqo Paze[81]
- 1958–1961 – Reis Malile[82]
- 1961–1970 – Halim Budo[83]
- 1970–1977 – Sami Baholli[84]
- 1977–1983 – Abdi Baleta[85][86]
- 1983–1986 – Xhustin Papajorgji[87]
- 1986–1992 – Bashkim Pitarka[88]
- 1992–1994 – Thanas Shkurti[88]
- 1993–1997 – Pellumb Kulla[88]
- 1997–2006 – Agim Nesho[89]
- 2006–2009 – Adrian Neritani[90]
- 2009–2015 – Ferit Hoxha[1]
- 2016–2021 – Besiana Kadare[91]
- 2021–2024 – Ferit Hoxha[1]
- 2024– Suela Janina[92]

## Tidslinje
Nedanstående lista är en kronologisk förteckning över Albaniens medlemskap och ordförandeskap i FN-organ:
- Medlem i ECOSOC 2005–2007 och 2013–2015.[93]
- Medlem i styrelsen för UN-HABITAT sedan januari 2011.[93]
- Medlem i styrelsen för UNICEF 2012–2014 och UNEP 2012–2015.[93]
- Vice ordförande i ECOSOC 2013.[93]
- Medlem i UNHRC 2015–2017.[93]
- Medlem i FN:s kvinnokommission 2016–2019.[93]
- Medlem i styrelsen för UNESCO 2017–2021.[93]
- Vice ordförande i styrelsen för UNFPA och UNDP/UNOPS 2018.[93]
- Vice ordförande vid den 75:e sessionen i FN:s generalförsamling 2020.[93]
- Ett säte i FN:s konferenskommitté 2021.[93]
- Icke-permanent medlem i FN:s säkerhetsråd 2022–2023.[93]